# Asmaa James
Asmaa James é uma jornalista de Serra Leoa e ativista dos direitos das mulheres. Uma de suas campanhas influenciou o presidente de seu país a declarar estado de emergência em relação ao estupro e reformar as políticas em torno da violência sexual. Ela foi indicada como uma das “100 Mulheres” mais inspiradoras de 2019 pela BBC.

## Primeiros anos e educação
James nasceu em Freetown e foi criado como órfão em Pujehun . Em 2016, foi selecionada para o prêmio Mandela Washington Fellowship for Young African Leaders, o que lhe deu a oportunidade de aprimorar suas habilidades e se desenvolver profissionalmente em uma instituição de ensino superior nos Estados Unidos.

## Carreira
Atualmente é apresentadora do “Bom Dia, Serra Leoa”, programa de direitos humanos da Rádio Democracia 98.1. Antes disso, ela trabalhou como repórter de rádio. Ela atuou como gerente de estação da Radio Democracy (www.radiodemocracy.sl), uma estação de rádio independente pertencente à sociedade civil. Ela também atuou como vice-presidente do Sindicato de Repórteres de Serra Leoa e presidente da Women in the Media Sierra Leone (WIMSAL), uma organização que apoia o avanço das mulheres na mídia e fornece proteção e capacitação para seus membros.
Asmaa James fundou a Fundação Asmaa James, durante o rescaldo da epidemia de Ebola. Sua fundação oferece apoio a meninas de origens desfavorecidas, dando-lhes acesso à educação em saúde reprodutiva, bolsas de estudo, orientação e treinamento em habilidades para a vida. Em dezembro de 2018, ela iniciou a campanha da Terça-feira Negra para protestar contra o aumento do estupro e abuso de meninas menores de 12 anos. Esta campanha incentivou as mulheres a usar preto na última terça-feira de cada mês. A campanha influenciou o presidente em exercício a declarar estado de emergência em relação ao estupro e reformar as políticas em torno da violência sexual.

## Prêmios e reconhecimentos
- 2014 - Jornalista feminina de maior destaque em Serra Leoa pela Comissão de Mídia Independente.[1]
- 2016 - Companheira de Mandela Washington.[4]
- 2019 - Lista das 100 mulheres da BBC.[7]